# Göran Palm
Göran Johan Samuel Palm (Uppsala, 3. veljače 1931.) je švedski književnik. Piše pjesme, prozu i eseje.
Neke njegove pjesme iz uvoda poeme Vodnik duše je na hrvatski preveo Mate Tafra, a objavljene su u časopisu za kulturu Hrvatskom slovu.